# Artefactes de llum temporal
Els artefactes de llum temporal són efectes no desitjats en la percepció visual d'un observador humà induïts per modulacions temporals de la llum. Dos exemples coneguts d'aquests efectes no desitjats són el parpelleig i l'efecte estroboscòpic. El parpelleig és una modulació de la llum directament visible a freqüències relativament baixes (< 80 Hz) i nivells de modulació d'intensitat reduïda. L'efecte estroboscòpic pot ser visible per a una persona quan un objecte en moviment s'il·lumina per llum modulada a freqüències una mica més altes (>80 Hz) i majors variacions d'intensitat.

## Pertinença
Diversos comitès científics han avaluat els possibles aspectes relacionats amb la salut, el rendiment i la seguretat derivts de les modulacions temporals de la llum. Els artefactes de llum temporal han de limitar-se a certs nivells per evitar molèsties a causa de la visibilitat directa dels humans i per prevenir possibles problemes de salut. Després d'una exposició més llarga, els artefactes de llum temporal poden reduir el rendiment de la tasca i provocar fatiga. Els possibles efectes sobre la salut de persones específiques són les convulsions epilèptiques fotosensibles, la migranya i l'agreujament del comportament autista. La percepció incorrecta del moviment d'un objecte a causa de l'efecte estroboscòpic pot ser inacceptable en entorns de treball amb maquinària de moviment ràpid o rotació.

## Tipus
Els artefactes de llum temporal són generalment efectes no desitjats que poden ser percebuts pels humans a causa del fet que la sortida de llum d'un equip d'il·luminació varia amb el temps. Els diferents fenòmens d'artefactes de llum temporal, els termes i definicions associats i els seus aspectes de visibilitat es donen en una nota tècnica del CIE ; veure CIE TN 006:2016. A CIE TN 006:2016 es distingeixen tres tipus d'artefactes:
- El parpelleig es refereix a una variació de llum inacceptable (irritant) d'una font de llum que és percebuda per una persona mitjana, ja sigui directament o a través d'una superfície reflectant. ;
- L'efecte estroboscòpic és un efecte no desitjat que es pot fer visible per a una persona quan un objecte en moviment o en rotació és il·luminat per una font de llum modulada en el temps;

Més antecedents i explicacions sobre els diferents fenòmens dels artefactes de llum temporal es donen en un seminari web gravat "Is it all just flicker?". Els models per a la visibilitat del parpelleig i l'efecte estroboscòpic a partir del comportament temporal de la sortida lluminosa dels LED es troben a la tesi doctoral de Perz.

## Causes fonamentals
La causa principal dels artefactes és la variació de la intensitat lumínica dels equips d'il·luminació. Els factors importants que poden contribuir i que determinen la magnitud i el tipus de modulació de la llum dels equips d'il·luminació són:
- Tecnologia de font de llum :[9] Els LED no produeixen intrínsecament modulació temporal; simplement reprodueixen molt bé la forma d'ona del corrent d'entrada i, qualsevol ondulació en la forma d'ona actual es reprodueix per una ona de llum perquè els LED tenen una resposta ràpida; per tant, en comparació amb les tecnologies d'il·luminació convencionals (incandescent, fluorescent), per a la il·luminació LED es veu més varietat en les propietats d'artefactes de llum temporal.
- Tecnologia de font d'energia (controlador, llast elèctric) : s'apliquen molts tipus i topologies de controladors LED i llasts elèctrics; l'electrònica més senzilla i els condensadors d'amortiment limitats o nuls sovint donen lloc a una ondulació de corrent residual més gran i, per tant, a una modulació de la llum temporal més gran.
- Regulació de la llum : les tecnologies d'atenuació dels reguladors de llum aplicats externament (reguladors incompatibles) o dels reguladors de nivell de llum interns poden tenir un gran impacte. ; el nivell de modulació temporal de la llum augmenta generalment a nivells de llum més baixos.
- Fluctuacions de la tensió de la xarxa elèctrica : les variacions de la tensió de la xarxa elèctrica[10] són causades per la commutació o la variació de càrregues d'aparells elèctrics connectats a la xarxa, o poden aplicar-se intencionadament, per exemple, per a la comunicació de la línia elèctrica.
- Tecnologies de comunicació de llum visible : es poden aplicar modulacions temporals de llum intencionals com LiFi, per exemple amb finalitats de comunicació; aquestes modulacions addicionals poden donar lloc a artefactes de llum temporal no desitjats.